# Oxythaphora
Oxythaphora là một chi bướm đêm thuộc họ Noctuidae.